# Mercedes-Benz C W206
El Mercedes-Benz C W206 es la quinta generación del Mercedes-Benz Clase C que produce el fabricante alemán Mercedes-Benz desde 2021. Reemplaza al Clase C W205 que se había producido desde 2014. La quinta generación del Clase C está disponible en estilos de carrocería sedán (W206), familiar (S206) y sedán de batalla larga (V206). El C W206 se basa en la plataforma modular de tracción trasera Mercedes MRA II también utilizada por el Clase S W223.

## Diseño
Todos los modelos del C W206 están equipados con motores de cuatro cilindros que tienen un generador de arranque integrado (motor eléctrico de 15 kW) y un sistema eléctrico de 48 voltios. Mercedes-Benz no ofrece el W206 con faros halógenos.
El W206 tiene suspensión delantera y trasera independientes. El eje delantero es de cuatro brazos y el trasero de múltiples brazos. La dirección del eje trasero con un ángulo de dirección de 2,5 grados está disponible como opción de fábrica; el radio de giro se reduce en 0,4 m hasta los 10,6 m con la opción de dirección del eje trasero. El estilo interior está relacionado con el de la Clase S (W223) . La Clase C también tiene una pantalla LCD central con una diagonal de pantalla de 230 mm o 300 mm.
El Clase C All-Terrain fue lanzado como el modelo familiar de estilo crossover.  Con el nombre en código X206, recibió revestimiento de carrocería externo, un aumento de 40 mm en la altura del vehículo, 4Matic AWD y modos de conducción adicionales.

## Tren motriz
El motor de gasolina más pequeño disponible es el M264 de 1,5 litros que se ofrece en el modelo C 180 (potencia nominal de 125 kW (168 CV; 170 CV)), y en el modelo C 200 (potencia nominal de 150 kW (201 CV; 204 CV)). El modelo C 300 está propulsado por un motor de gasolina M254 de 2,0 litros con una potencia nominal de 190 kW (255 CV; 258 CV). El M254 está equipado con un turbocompresor "segmentado" de doble entrada con una función de sobrealimentación que le permite producir 26 kW adicionales durante hasta 30 segundos, así como un supercargador eléctrico de 48 V que proporciona asistencia a bajas revoluciones del motor.
Mercedes-Benz ofrece inicialmente dos modelos diésel: el C 220d y el C 300d. Ambos modelos están propulsados por el mismo motor OM654 de 1992 cm³, con una potencia nominal de 147 kW (197 CV; 200 PS) en el C 220d, y 195 kW (261 CV; 265 PS) en el C 300d. En comparación con el motor diésel anterior, el OM654 tiene un nuevo cigüeñal que aumenta la carrera a 94,3 milímetros y un turbocompresor de geometría de turbina variable refrigerado por agua. En julio de 2021, se presentó el C 200d con una versión desajustada del motor anterior, que ahora produce 120 kW (163 CV; 161 bhp) de potencia y 380 N⋅m (280 lb⋅ft) de torque.
Mercedes-Benz ha anunciado que ofrecerá un modelo híbrido enchufable con motor de gasolina, el C 300e, así como un modelo híbrido enchufable con motor diésel, el C 300de. Los modelos de la línea principal de la Clase C 4Matic y el AMG C43 siguen utilizando la tracción total permanente con un diferencial central abierto de tipo doble planetario. Los dos ejes están unidos por un embrague de dos discos precargado con una acción de bloqueo de 50 nm. Se utilizan dos versiones de la caja de transferencia con diferencial central abierto Trumax de Magna. Los modelos que no son AMG utilizan la versión con una distribución de par entre la parte delantera y trasera de 45/55. Los modelos AMG C43 se ofrecen con la tracción total permanente AMG-Performance, con mayor tendencia hacia la parte trasera, que utiliza un diferencial central con una distribución de par entre la parte delantera y trasera de 31/69. El AMG C63 utiliza la tracción total AMG-Performance 4Matic+. Este sistema sustituye el diferencial central abierto por un embrague multidisco controlado electrónicamente que permite un acoplamiento continuo del eje delantero al tren de tracción. El eje trasero es accionado permanentemente. La distribución del par motor al eje delantero es infinitamente variable en un rango de entre el 0 y el 50 % del par total de salida de la caja de cambios. Se supone que los modelos híbridos enchufables tienen una autonomía totalmente eléctrica de 100 kilómetros.
A partir de abril de 2022, AMG ofrece un nuevo motor en el C 43 4MATIC: un motor M139 de 4 cilindros turboalimentado de 2,0 litros + motor eléctrico de 48 V, con una potencia combinada de 320 kW (429 CV; 435 PS).
El motor de 4 cilindros M139 del C 63 S E-Performance desarrolla 350 kW (469 CV), lo que supone una potencia específica de 235 CV (175 kW) por litro o 117 CV (87,5 kW) por cilindro, lo que lo convierte en el motor de cuatro cilindros más potente actualmente en producción en serie.

## Galería de imágenes

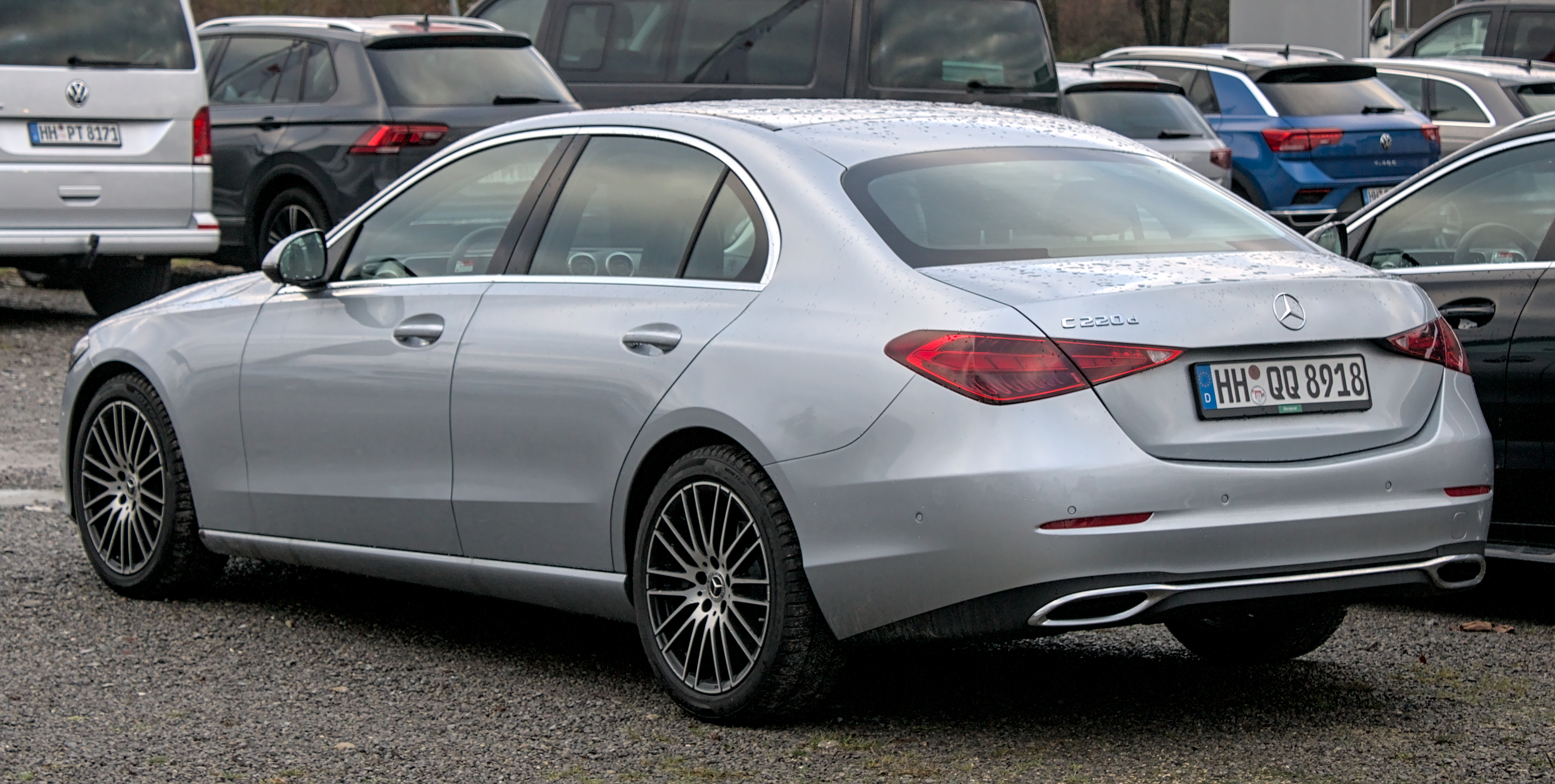
Mercedes-Benz W206 sedan
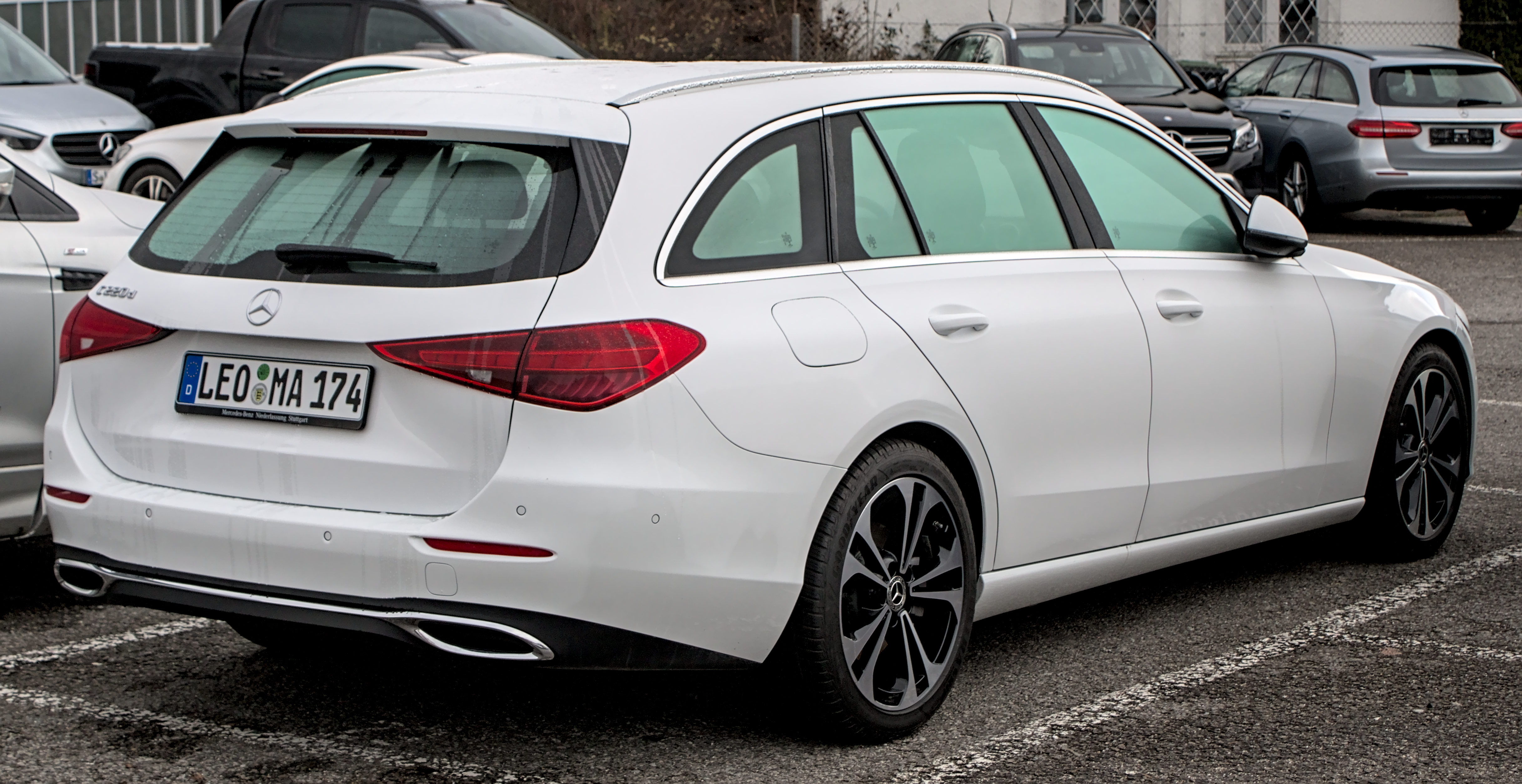
Mercedes-Benz W206 familiar
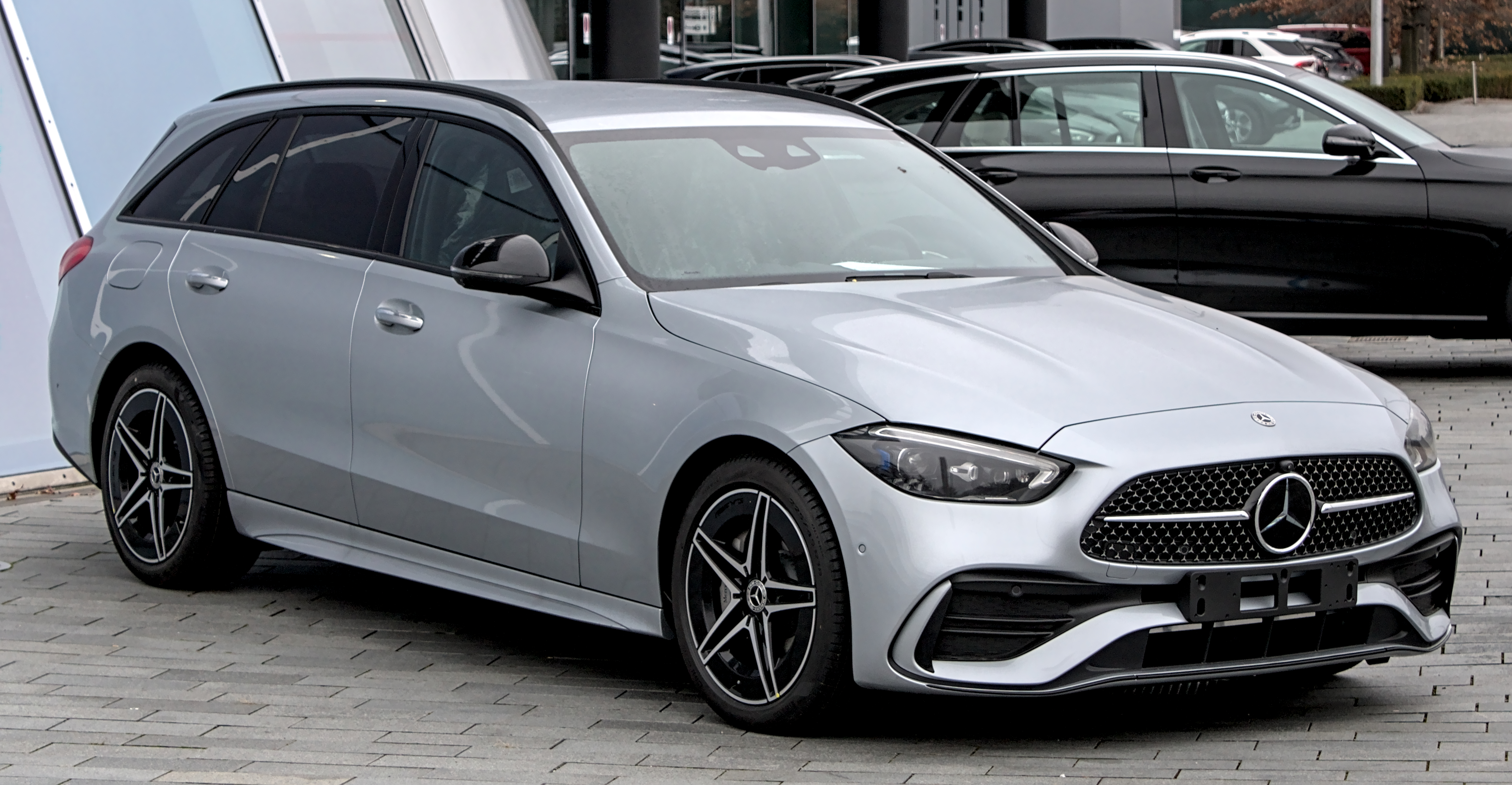
Mercedes-Benz W206 AMG
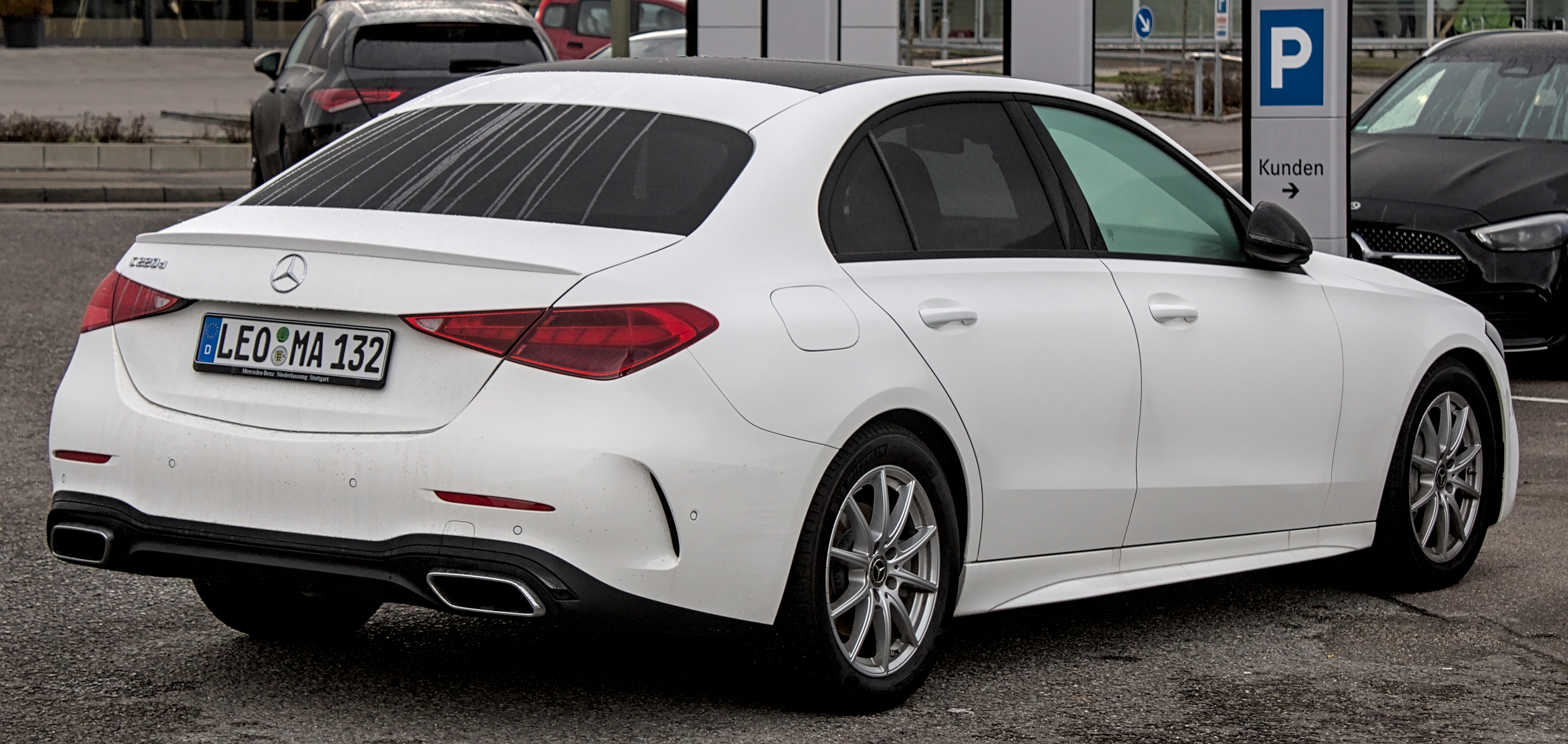
Mercedes-Benz W206 AMG

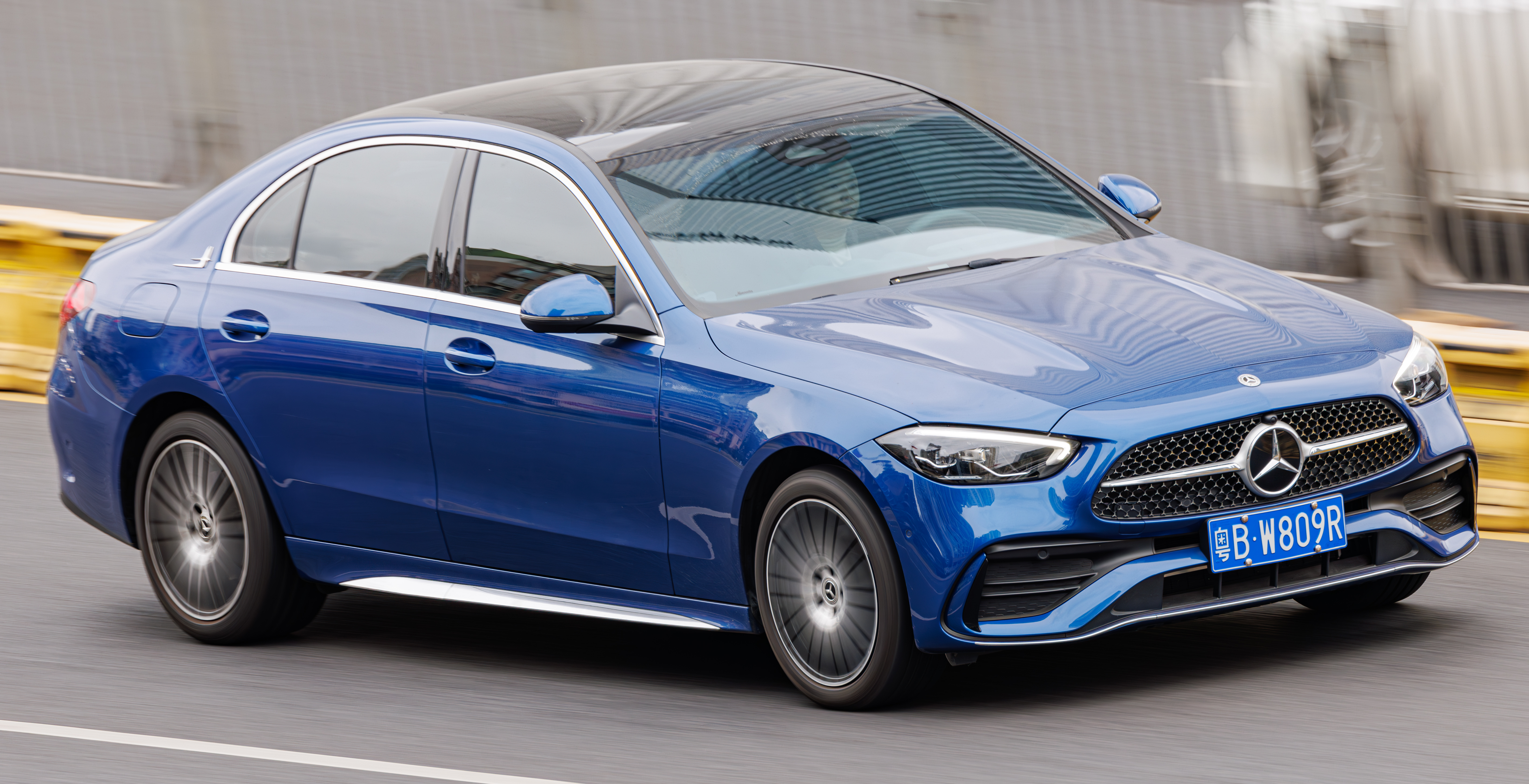
Mercedes Benz C V206 (batalla larga)
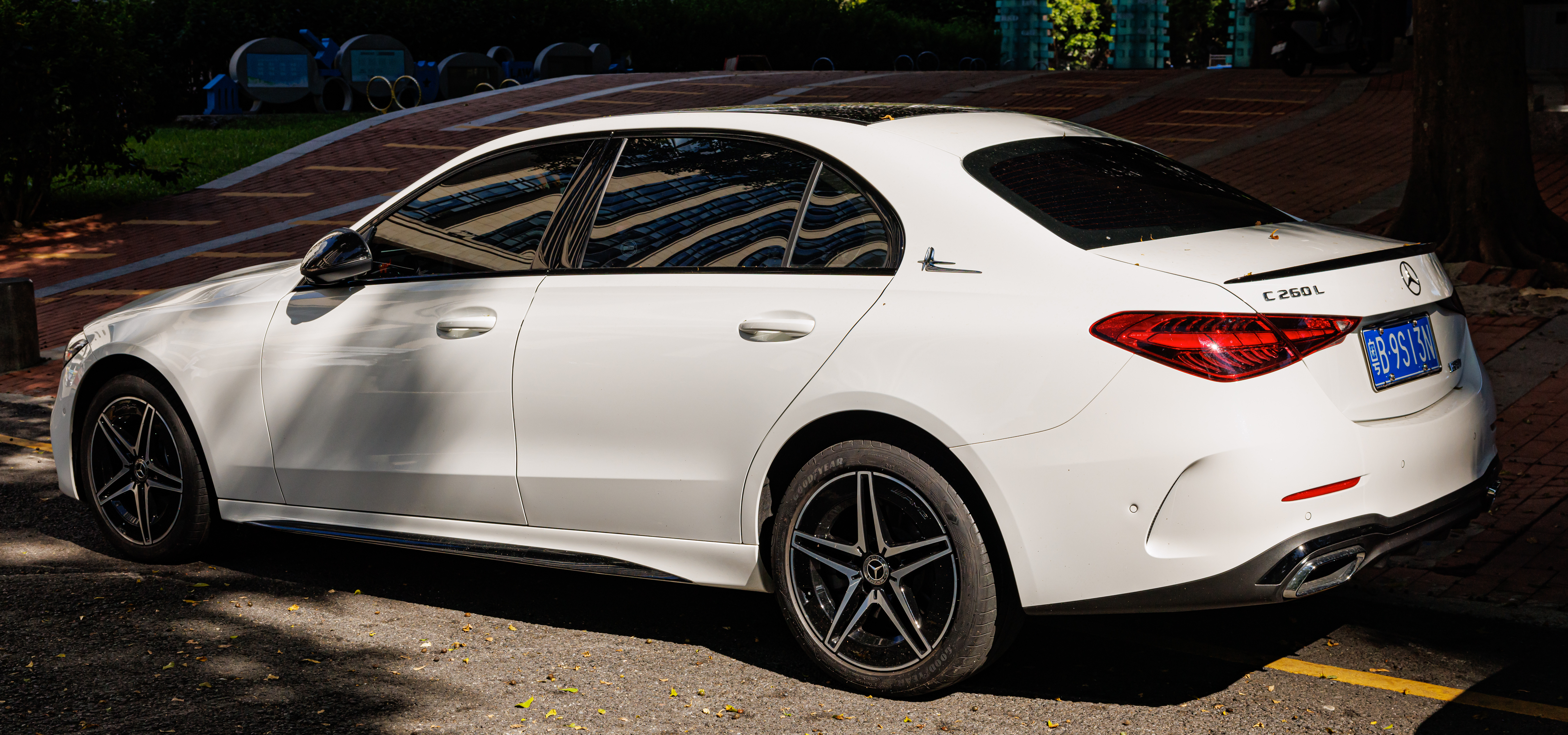
Mercedes Benz C V206 (batalla larga)
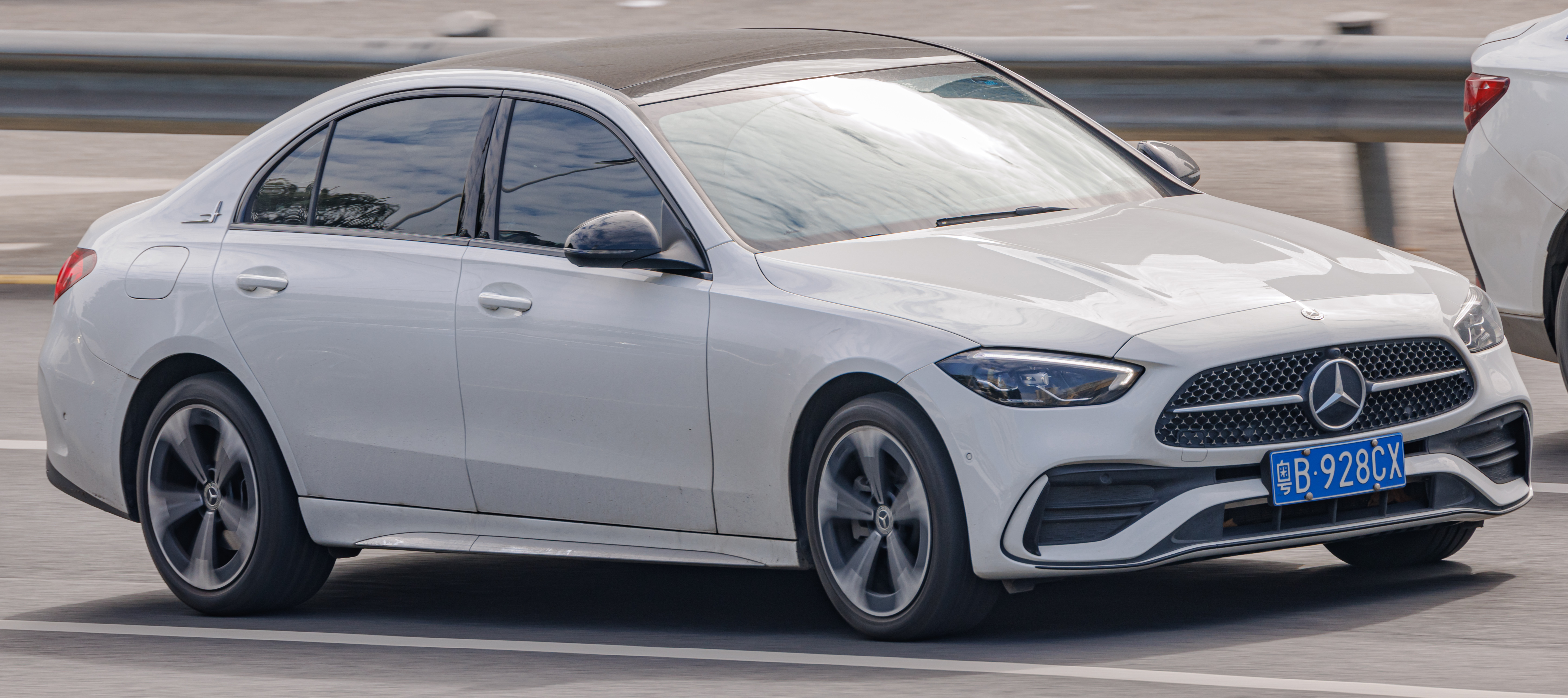
Mercedes Benz C V206 (batalla larga)
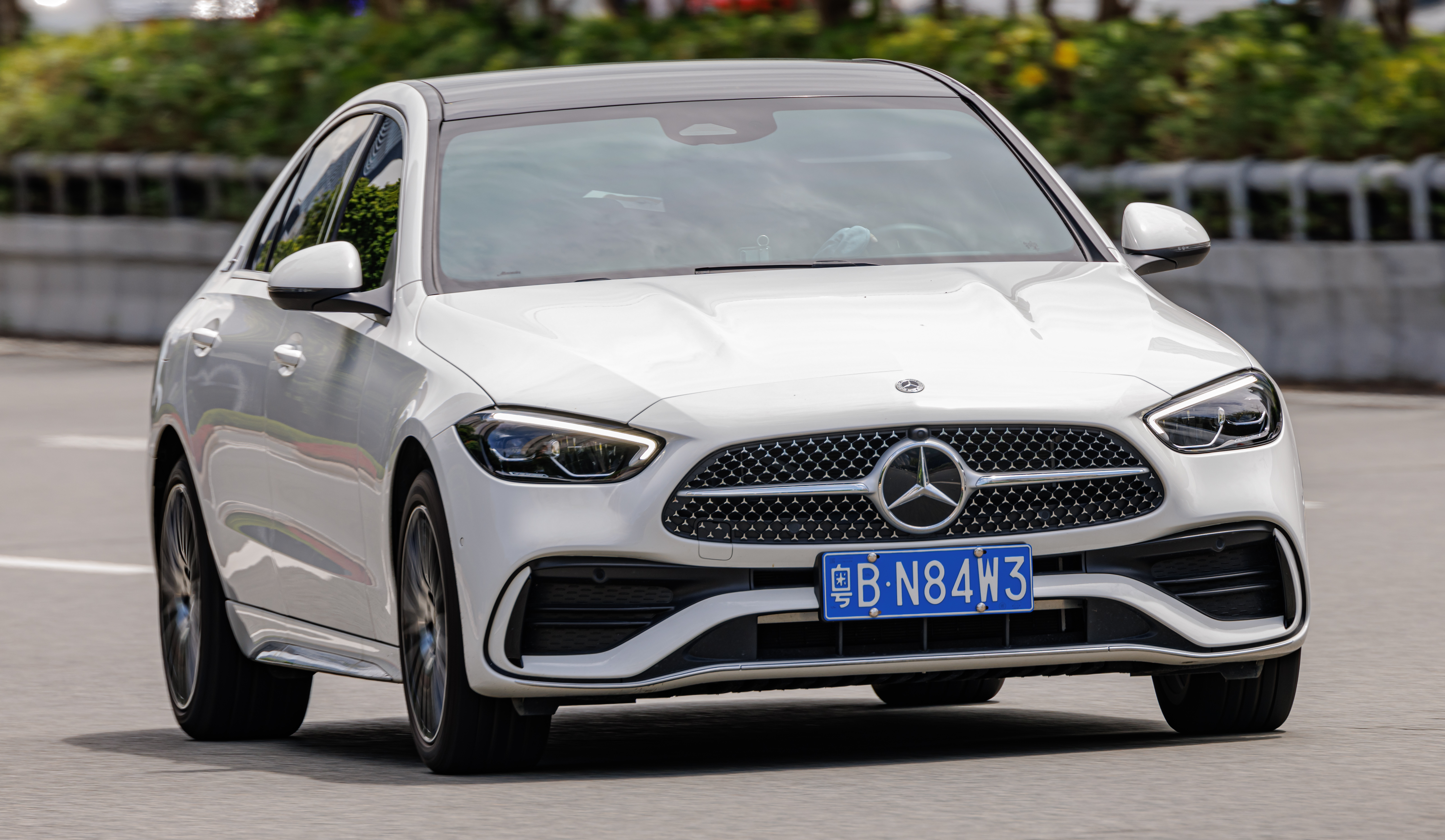
Mercedes Benz C V206 (batalla larga)

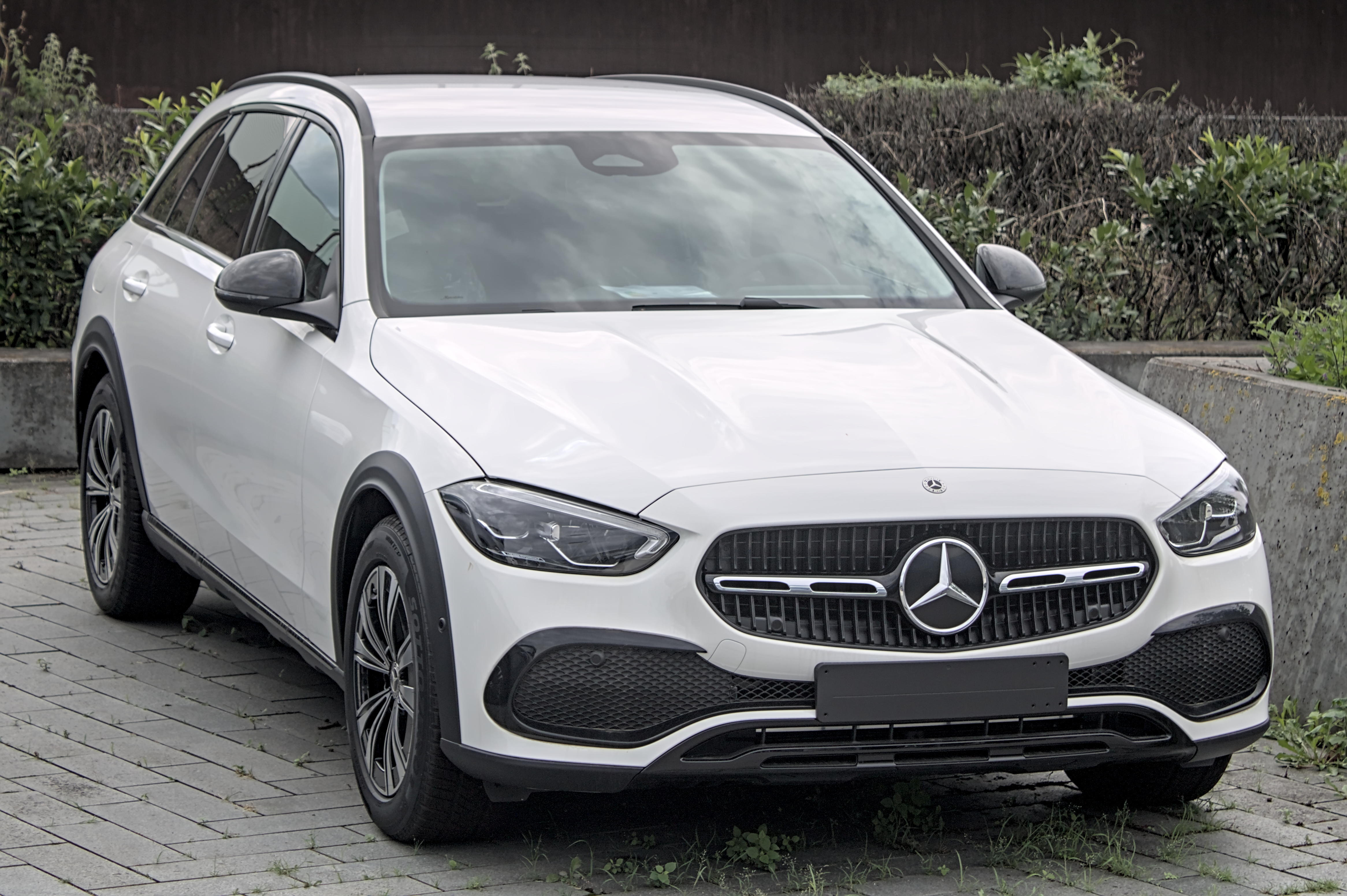
Mercedes-Benz W206 All-Terrain
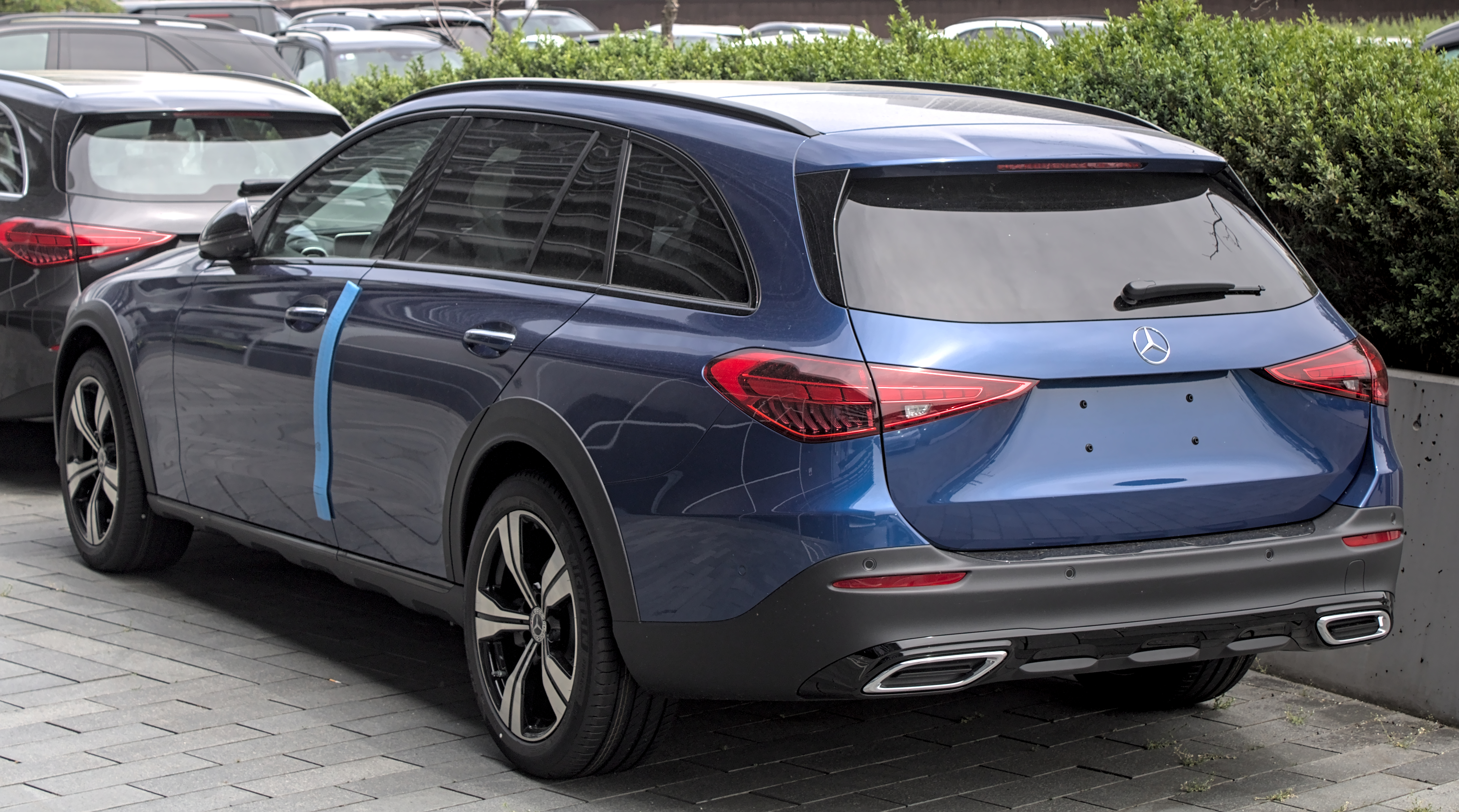
Mercedes-Benz W206 All-Terrain
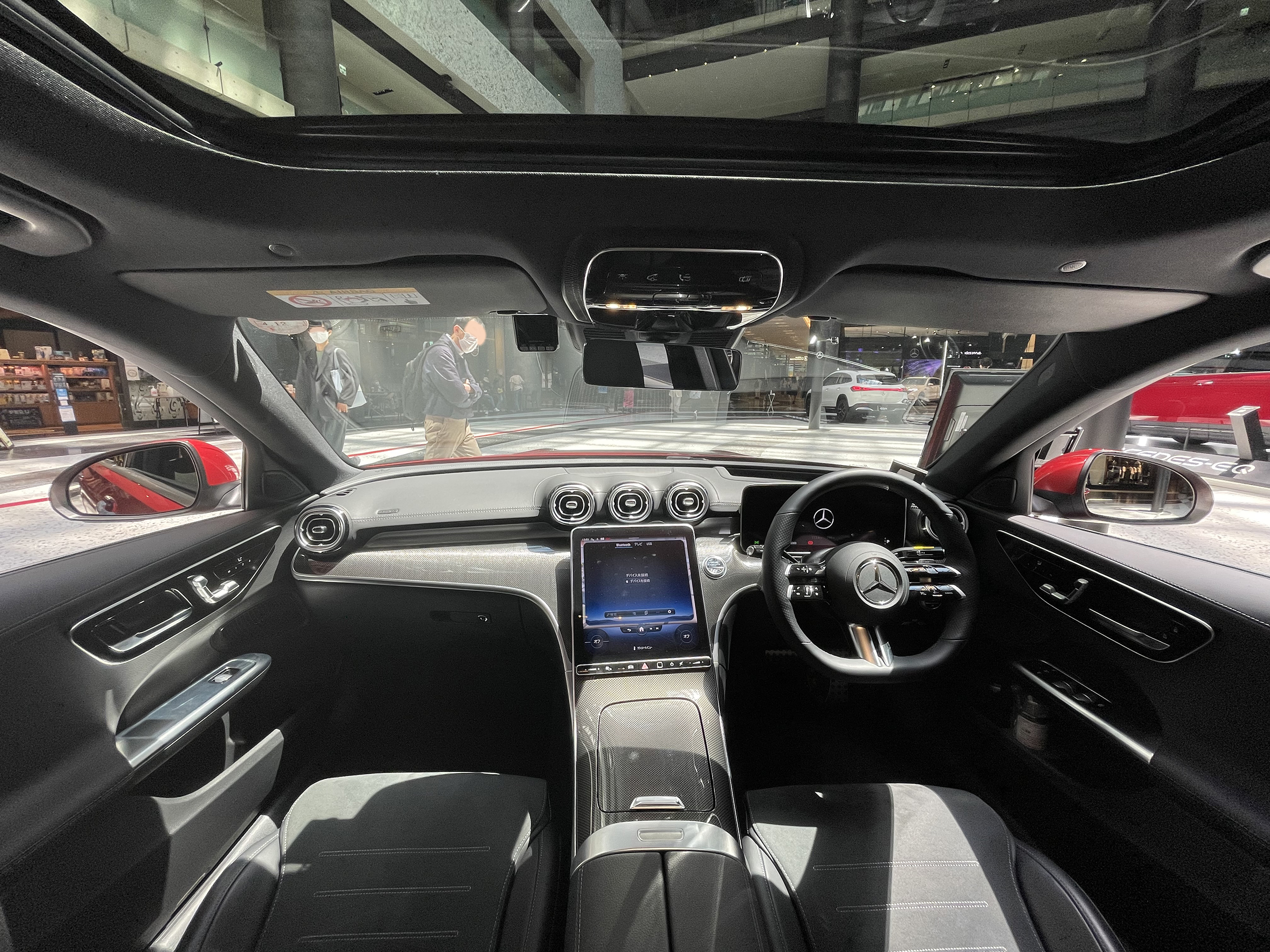
Interior
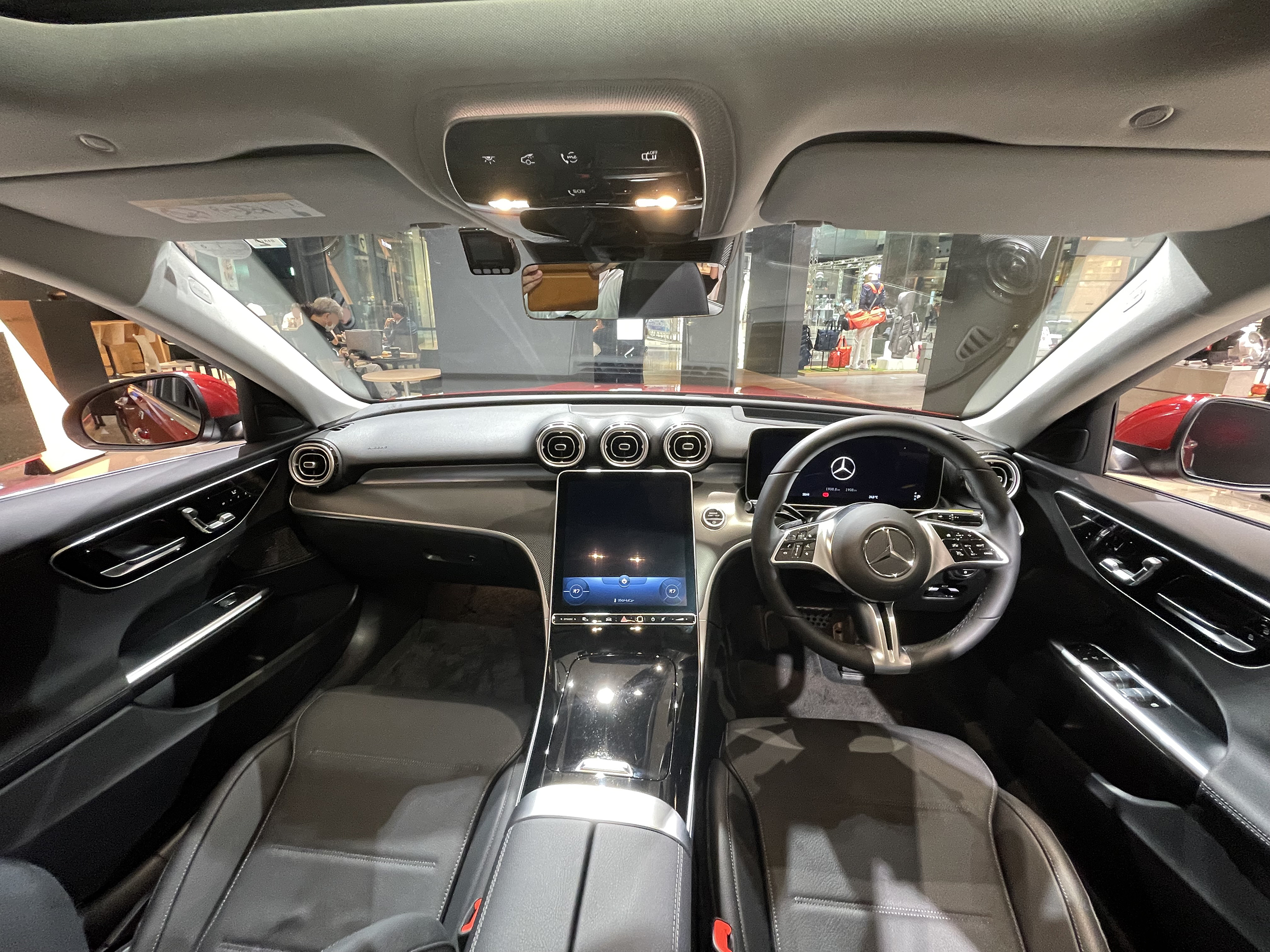
Interior

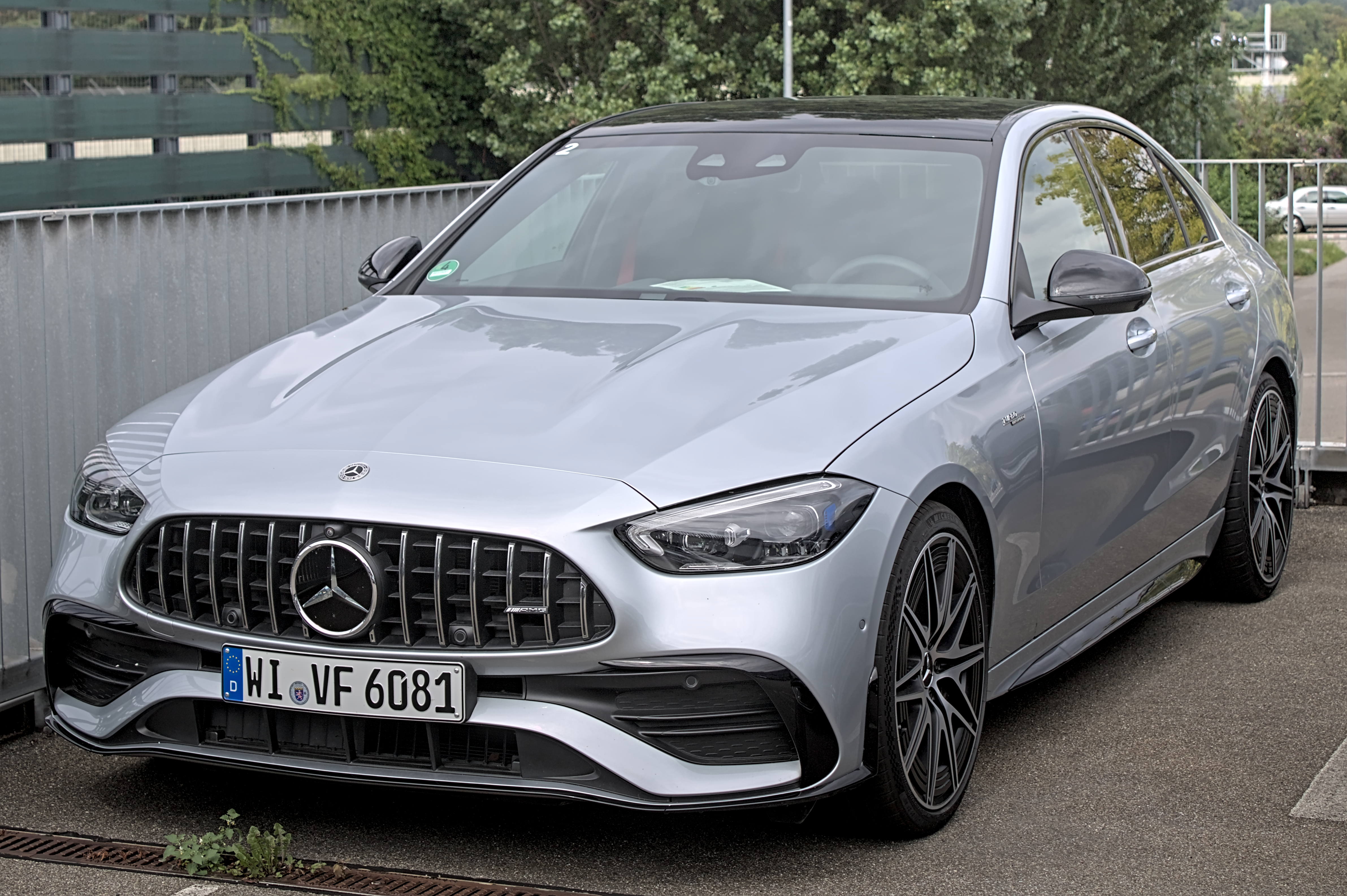
Mercedes-AMG C 43 sedan
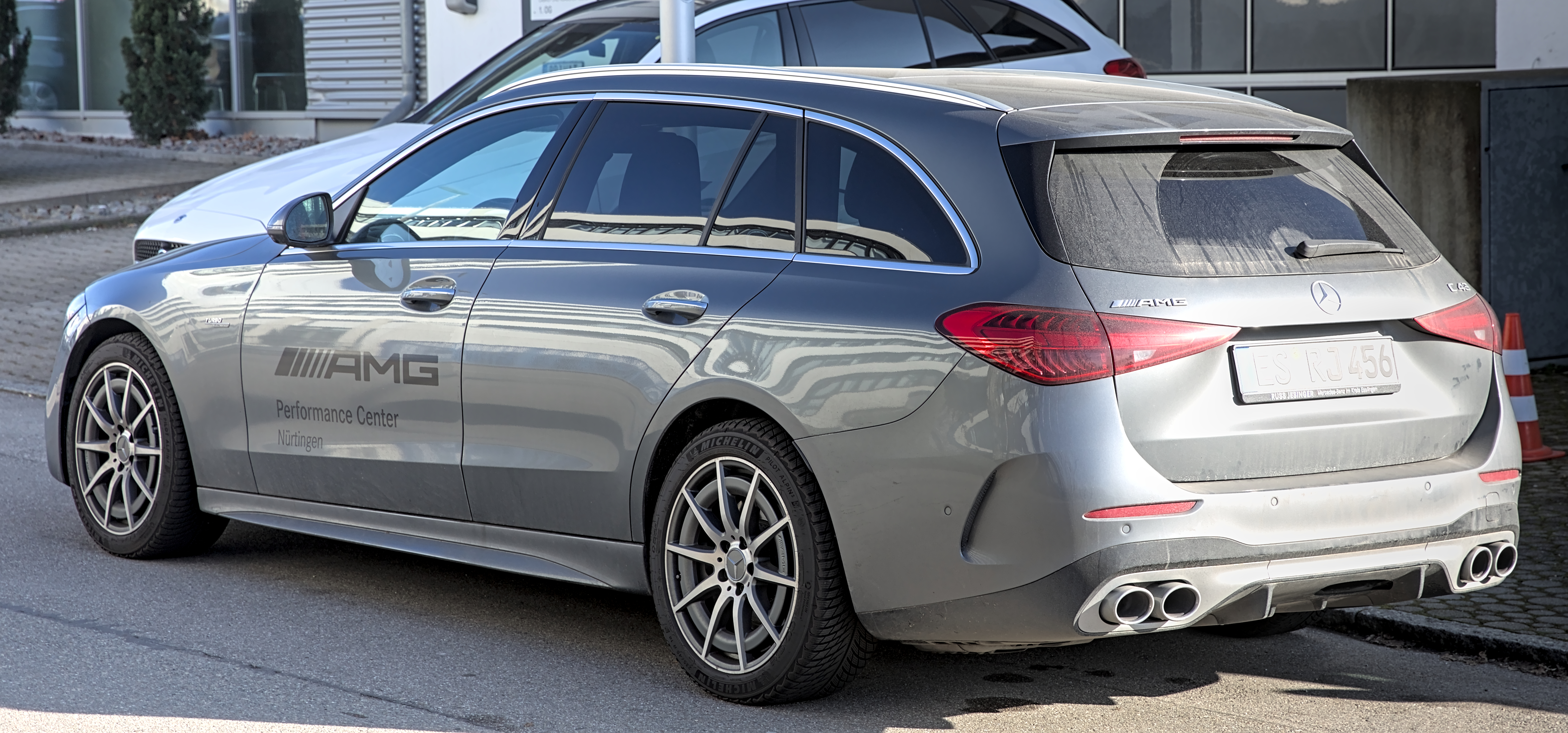
Mercedes-AMG C 43 familiar
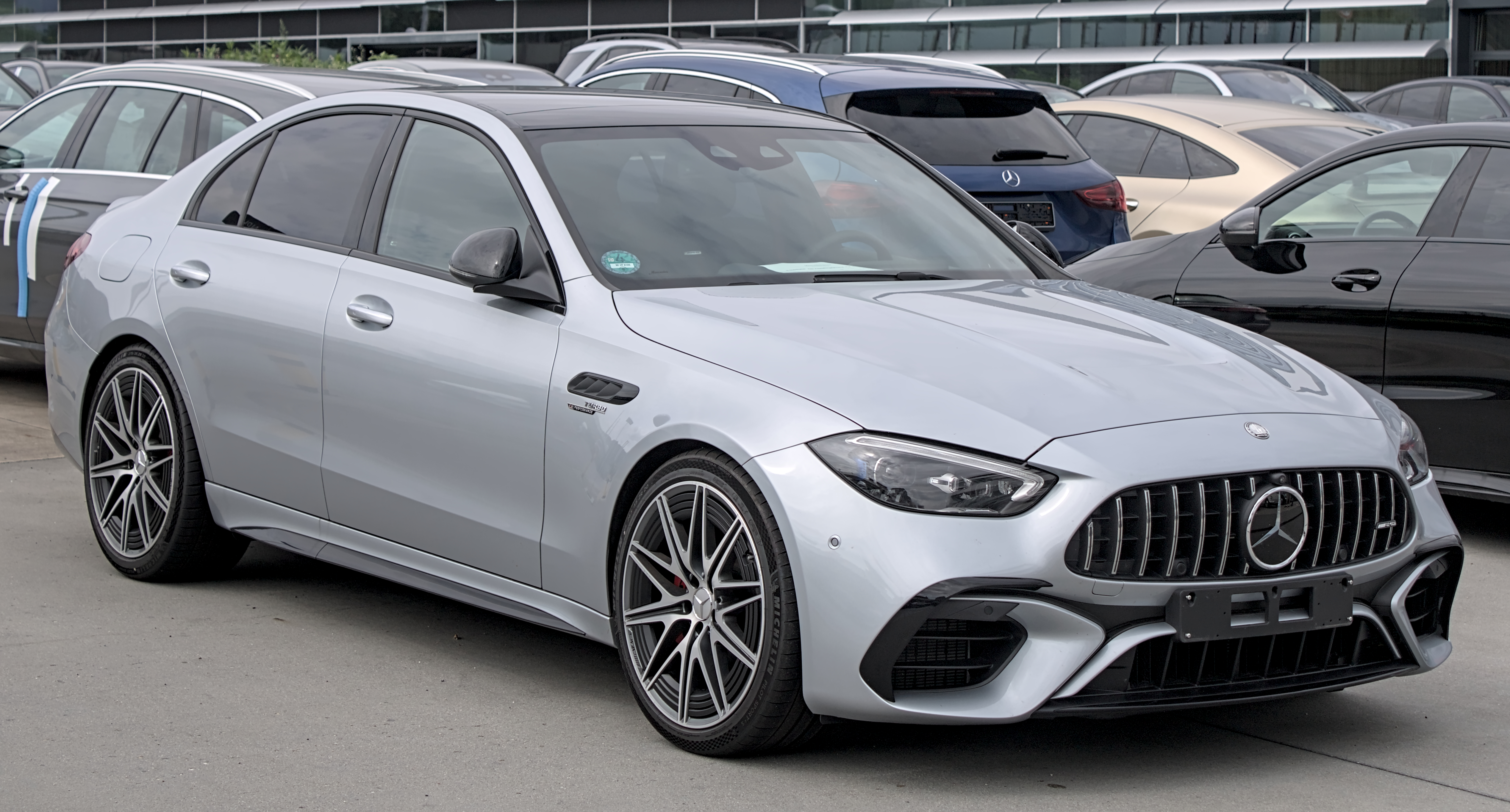
Mercedes-AMG C 63 sedan
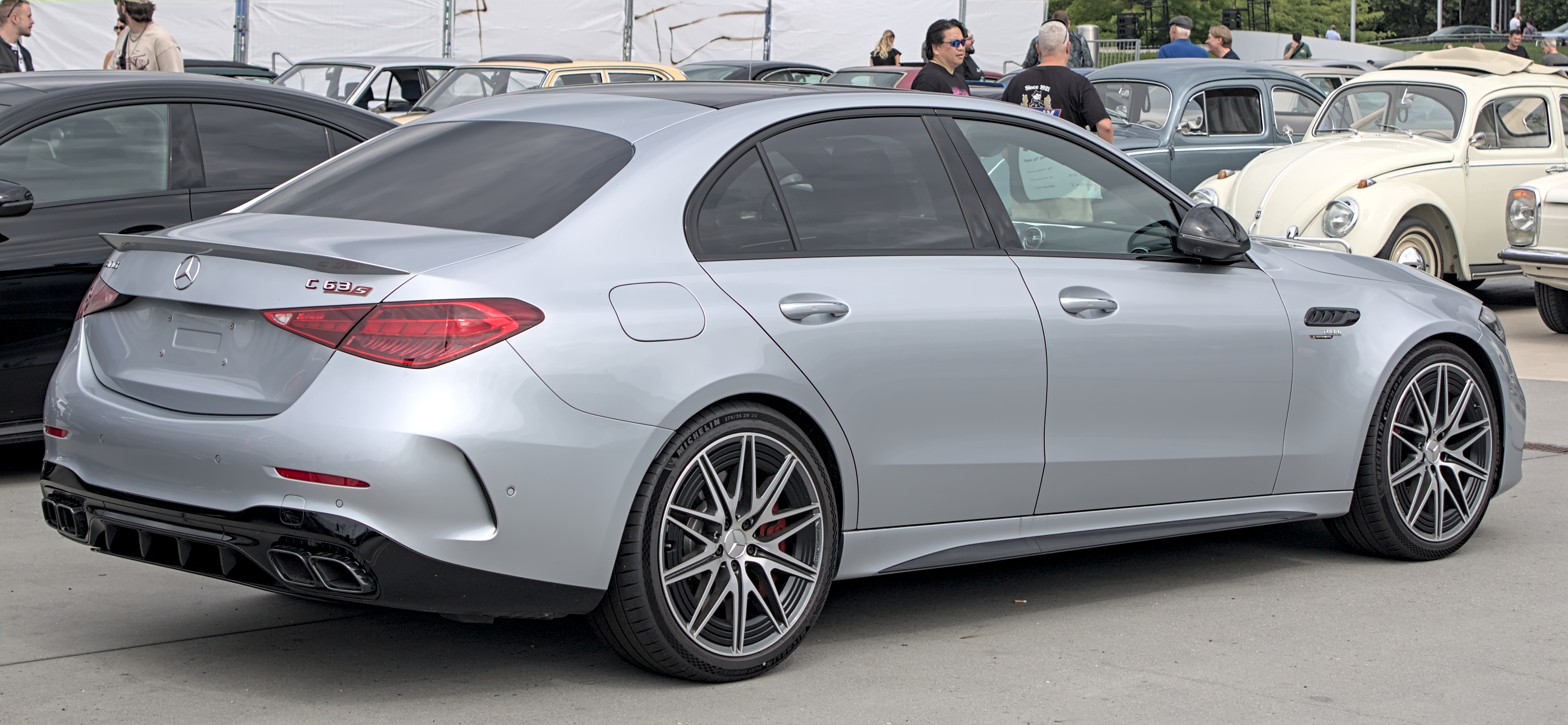
Mercedes-AMG C 63 sedan

## Artículo relacionado
Mercedes-Benz Clase C